# Караульське
Карау́льське (рос. Караульськое) — село у складі Новолялинського міського округу Свердловської області.
Населення — 19 осіб (2010, 24 у 2002).
Національний склад населення станом на 2002 рік: росіяни — 79 %.